# Europarlamentari della Finlandia della VI legislatura
Gli europarlamentari della Finlandia della VI legislatura, eletti in seguito alle elezioni europee del 2004, sono stati i seguenti.

## Composizione storica
| Europarlamentare    | Lista                                | Gruppo    |
| ------------------- | ------------------------------------ | --------- |
| Satu Hassi          | Lega Verde                           | Verdi/ALE |
| Ville Itälä         | Partito di Coalizione Nazionale      | PPE-DE    |
| Anneli Jäätteenmäki | Partito di Centro Finlandese         | ALDE      |
| Piia-Noora Kauppi   | Partito di Coalizione Nazionale      | PPE-DE    |
| Eija-Riitta Korhola | Partito di Coalizione Nazionale      | PPE-DE    |
| Henrik Lax          | Partito Popolare Svedese             | ALDE      |
| Lasse Lehtinen      | Partito Socialdemocratico Finlandese | PSE       |
| Riitta Myller       | Partito Socialdemocratico Finlandese | PSE       |
| Reino Paasilinna    | Partito Socialdemocratico Finlandese | PSE       |
| Esko Seppänen       | Alleanza di Sinistra                 | GUE/NGL   |
| Alexander Stubb     | Partito di Coalizione Nazionale      | PPE-DE    |
| Hannu Takkula       | Partito di Centro Finlandese         | ALDE      |
| Paavo Väyrynen      | Partito di Centro Finlandese         | ALDE      |
| Kyösti Virrankoski  | Partito di Centro Finlandese         | ALDE      |

## Modifiche intervenute

### Partito di Centro Finlandese
- In data 23.04.2007 a Paavo Väyrynen subentra Samuli Pohjamo.

### Partito di Coalizione Nazionale
- In data 04.04.2008 a Alexander Stubb subentra Sirpa Pietikäinen.
- In data 01.01.2009 a Piia-Noora Kauppi subentra Eva-Riitta Siitonen.